# プラット赤穂
プラット赤穂（プラットあこう、Plat Ako）は、兵庫県赤穂市にある商業施設。JR赤穂線播州赤穂駅に直結しており、播州赤穂駅の整備に合わせて2000年（平成12年）12月1日に開業した。赤穂駅周辺整備株式会社によって運営されている。

## 沿革
- 2000年（平成12年）12月1日 - 開業

## テナント

### 2階
映画館
- プラット赤穂シネマ

飲食店
- 赤穂らーめん麺坊
- ほのか工房

インド料理 メーラーサプナー
サービス業
- ヘアスタジオ I・K
- ISSAロックサービス

保険会社
- 日本生命保険赤穂営業所

薬局・クリニック
- 秋山成長クリニック

### 1階
飲食店
- たい焼き 大阪屋
- 魚民播州赤穂南口駅前店

商店
- Seriaプラット赤穂店
- 赤穂自然食品店

サービス業
- エイブルネットワーク赤穂店
- 株式会社セーフティ・サポート

保険会社
- 明治安田生命保険赤穂営業所

薬局・クリニック
- ゴダイ薬局
- 中川眼科クリニック
- 堀クリニック

## プラット赤穂シネマ
プラット赤穂シネマ（Plat Ako Cinema）は、プラット赤穂の2階にある映画館である。全3スクリーン、計345席を有する。スクリーン1はデジタル3D上映が可能である。運営は鳥取県倉吉市で倉吉パープルタウン シネマエポックを運営する有限会社大饗興行。ビル内にある映画館としては天井が高く、奥行きも深いとされる。兵庫県姫路市から岡山県岡山市まで（約70km）の地域にある唯一の映画館である。
1960年（昭和35年）の赤穂市には映画館として振興会館（坂越町）、マスノ館（加里屋町）、赤穂東映（加里屋町）、赤穂宝塚劇場（加里屋町）、みかさ館（有年横尾）の5館が、1980年（昭和55年）の赤穂市には映画館としてあかいトーエー（加里屋町）の1館があったが、やがて赤穂市から映画館がなくなった。2000年（平成12年）12月1日、プラット赤穂の開業と同時にプラット赤穂シネマが開館し、赤穂市に約30年ぶりに映画館が復活した。初日には『ゴジラ×メガギラス G消滅作戦』、『ダイナソー』、『バーティカル・リミット』の3作品を上映した。
| No.         | 座席数            | スクリーン | 設備                 |
| ----------- | ----------------- | ---------- | -------------------- |
| スクリーン1 | 125席 + 車いす2席 | 3.7m×6.9m  | Dolby SRD デジタル3D |
| スクリーン2 | 125席 + 車いす2席 | 3.7m×6.9m  | Dolby SRD            |
| スクリーン3 | 95席 + 車いす2席  | 3.95m×7.5m | Dolby SRD            |

## 営業案内
- 所在地
  - 678-0239 兵庫県赤穂市加里屋290-10
- アクセス
  - JR赤穂線播州赤穂駅に直結
- 営業時間
  - 1階 - 10:00～20:00
  - 2階 - 11:00～21:00
- 休業日
  - 年中無休